# Samburupithecus kiptalami
Samburupithecus es un género extinto de homínido que vivió en Kenia durante mediados y finales del Mioceno. La única especie de este género, Samburupithecus kiptalami, es conocida sólo a partir de un fragmento de maxilar de hace a 9,5 millones de años, descubierto por Hidemi Ishida y Martin Pickford en 1997. El Samburupithecus tenía aproximadamente 60 kg y era probablemente un cuadrúpedo terrestre frugivoros. Reconstrucciones paleoambientales indican que lo más probable es que el Samburupithecus vivía en un hábitat boscoso rodeado de sabana.
La definición de los rasgos craneales de este género son el hueso cigomático bajo, hueso alveolar recto y seno maxilar grande. La definición de los rasgos dentales incluyen tres raíces premolares, de esmalte espeso. A diferencia de muchos otros homínidos del Mioceno, el Samburupithecus tiene dientes alargados de adelante hacia atrás. Esta característica del taxón lo enlaza con gorilas, chimpancés y otros homínidos, pero sus relaciones dentro de este clado son actualmente desconocidas.